# AST・ALT比
AST・ALT比は、血清中のAST活性とALT活性の比であり、肝疾患の病態を推定するのに用いられる。

## 概要
AST・ALT比（AST/ALT比、GOT/GPT比）は、血清中のアミノ基転移酵素（トランスアミナーゼ）である、AST（GOT）活性とALT（GPT）活性の比である。肝疾患の病態によりASTとSLTのどちらが高値になるかが異なるので、病態を推定するのに用いられる。
なお、1957年に初めてDe Ritisらにより報告されたので、De Ritis比とも呼ばれる。

## 基準値
ASTおよびALTの酵素活性の測定法により、若干、基準値が異なる。
当初は、酵素活性がカルメン法（Karmen法）によって測定されて、1がカットオフ値（ASTが優位と判断する）となっていた。
近年、日本で用いられる、日本臨床化学会 (JSCC) 常用基準法においては、0.87がAST優位のカットオフ値とされている。

## 臨床的意義
AST・ALT比はASTやALTの上昇している病態で鑑別に使用されるのが通常である。
血液検査で、ASTとALTという２種類の肝逸脱酵素が同時に測定されることが多いのは、AST・ALT比を評価するためである。
なお、AST・ALT比は固定的なものではなく、疾患の経過に応じて変化しうることに留意する。
健常人

肝小葉の周辺に門脈三管(portal triad、門脈からの小葉間静脈・肝動脈からの小葉間動脈・肝間からの小葉間胆管)、中心部に中心静脈（肝静脈から下大静脈へ）が分布している。

- ASTが優位であることが多い。健常人においてもALTが優位の場合は、何らかの肝障害の可能性を考慮すべきである[3]。なお、新生児〜小児は高めになる。

急性肝炎
- 急性肝炎では検査時期に左右される。初期はAST優位（肝臓内にはASTのほうがALTより多いため）、その後はALT優位となる（ASTのほうが半減期が短いため）のが一般である。[4]
- 劇症肝炎ではASTが優位になることがある。

慢性肝炎
- 慢性肝炎ではALTの多い門脈域（肝小葉の周辺部）の壊死が強いためALT優位となる。
- 慢性肝炎・脂肪肝等、慢性肝疾患のAST／ALT比上昇は肝臓の線維化・肝硬変への移行を示唆する。
  - 肝臓の線維化の進行とともにASTが増加する機序は不明である。

肝硬変、肝癌
- 肝硬変、肝癌では、AST・ALT比＞0.8（AST優位)である。
- 高値は肝予備能低下や予後不良に関連するとされる。

アルコール性肝炎
- アルコール性肝炎では、ALTの少ない肝小葉の中心部の壊死が強いため、AST優位になる。
- AST・ALT比＞1.5〜2はアルコール濫用を強く示唆する。ミトコンドリアからのAST放出増加のためとされる。
- うっ血肝や虚血肝でも小葉中心部が虚血・低酸素状態になりやすいため、AST優位となる。（肝臓内でASTは均一に分布しているが、ALTは門脈域付近、すなわち、肝小葉の周辺部に多く存在する。）

脂肪肝
- 脂肪肝ではALTが優位となる。
- 非アルコール性脂肪性肝炎（NASH）が進行して線維化が進むと、AST・ALT比が上昇し、0.8を越える。

薬剤性肝障害
- AST優位となるのが一般的であるが、ALT優位となる薬剤もある。

肝疾患以外の疾患
- 肝疾患以外でもALTが軽度上昇することがあるが、肝以外の臓器障害（心筋梗塞、筋疾患、溶血性疾患、など）では、ASTが大きく優位となるのが通常であり、診断に有用である（表.「各臓器のAST・ALT活性」を参照）。

| AST・ALT比の臨床判断値   | AST・ALT比の臨床判断値 | AST・ALT比の臨床判断値 | AST・ALT比の臨床判断値 | AST・ALT比の臨床判断値 |
| AST・ALT比（De Ritis比） | ＜1.0                  | 1.0〜＜1.5             | 1.5〜＜2.0             | ≧2.0                   |
| ------------------------ | ---------------------- | ---------------------- | ---------------------- | ---------------------- |
| 健常人                   | 女性≦1.7、男性≦1.3     | 女性≦1.7、男性≦1.3     | 小児                   | 新生児                 |
| 急性肝炎                 | 回復期                 | 回復期                 | 極期付近               | 劇症肝炎               |
| アルコール性肝障害       | 回復期                 | 回復期                 | アルコール濫用         | 急性肝炎               |
| 慢性肝炎（慢性肝疾患）   | 安定                   | 肝線維化のリスク       | 肝線維化のリスク       | その他の原因           |
| 筋肉疾患                 | 慢性                   | 回復期                 | 回復期                 | 急性期                 |

| 各臓器のAST・ALT活性 | 各臓器のAST・ALT活性 | 各臓器のAST・ALT活性 |
| 組織                 | AST                  | ALT                  |
| -------------------- | -------------------- | -------------------- |
| 心筋                 | 7800                 | 450                  |
| 肝臓                 | 7100                 | 2850                 |
| 骨格筋               | 5000                 | 300                  |
| 腎臓                 | 4500                 | 1200                 |
| 膵臓                 | 1400                 | 130                  |
| 脾臓                 | 700                  | 80                   |
| 肺                   | 500                  | 45                   |
| 赤血球               | 15                   | 7                    |
| 血清                 | 1                    | 1                    |